# David Galván
José David Galván Martínez (6 de abril de 1973, Cuatro Ciénegas, Coahuila) es un corredor de larga distancia mexicano quién se especializa en las pruebas de 5000 y 10,000 metros. Apodado el Keniano Mexicano,  está casado con Nora Rocha.
Fue el ganador del Campeonato 5K Norteamericano, ayudando al equipo de México a obtener el título de equipo; su tiempo de 13:47 minutos fueron invictos en la historia corta de la competencia.

## Competiciones internacionales
| Representando a México | Representando a México                                    | Representando a México              | Representando a México | Representando a México | Representando a México |
| ---------------------- | --------------------------------------------------------- | ----------------------------------- | ---------------------- | ---------------------- | ---------------------- |
| 1999                   | Juegos Panamericanos de 1999                              | Winnipeg, Canadá                    | 1.º                    | 5000 m                 | 13:42.04               |
| 1999                   | Juegos Panamericanos de 1999                              | Winnipeg, Canadá                    | 2.º                    | 10,000 m               | 28:44.03               |
| 1999                   | Campeonato Mundial de Atletismo de 1999                   | Sevilla, España                     | 28 (h)                 | 5000 m                 | 13:54.29               |
| 2000                   | Juegos Olímpicos del 2000                                 | Sídney, Australia                   | 13                     | 10,000 m               | 27:54.56               |
| 2002                   | Campeonato Iberoamericano de Atletismo                    | Guatemala, Guatemala                | 3.º                    | 3000 m                 | 8:12.18                |
| 2002                   | Copa del Mundo de Atletismo de 2002                       | Madrid, España                      | 2.º                    | 3000 m                 | 7:47.43                |
| 2002                   | XIX Juegos Centroamericanos y del Caribe                  | San Salvador, El Salvador           | 3.º                    | 5000 m                 | 14:11.95               |
| 2003                   | Campeonato Mundial de Atletismo de 2003                   | París, Francia                      | 11th                   | 10,000 m               | 27:55.31               |
| 2003                   | Juegos Panamericanos de 2003                              | Santo Domingo, República Dominicana | 2.º                    | 5000 m                 | 13:52.91               |
| 2004                   | Juegos Olímpicos 2004                                     | Atenas, Grecia                      | 21                     | 10,000 m               | 29:38.05               |
| 2006                   | XX Juegos Centroamericanos y del Caribe                   | Cartagena, Colombia                 | 1.º                    | 10,000 m               | 29:40.08               |
| 2007                   | Juegos Panamericanos 2007                                 | Río de Janeiro, Brasil              | 4.º                    | 5000 m                 | 13:38.31               |
| 2007                   | Juegos Panamericanos 2007                                 | Río de Janeiro, Brasil              | 1.º                    | 10,000 m               | 28:08.74               |
| 2008                   | Campeonato Mundial de Atletismo en Pista Cubierta de 2008 | Valencia, España                    | 20th (h)               | 3000 m                 | 8:28.29                |
| 2008                   | Juegos Olímpicos 2008                                     | Pekín, China                        | –                      | 10,000 m               | DNF                    |

### Logros personales
- 1500 metros - 3:39.21 min (2001)
- 3000 metros - 7:42.19 min (2000)
- 5000 metros - 13:12.18 min (2007)
- 10,000 metros - 27:33.96 min (2007)
- Medio maratón - 1:03:00 horas (2001)